# 內海忠司
內海忠司（1884年12月3日—1968年11月28日），日本政府人物，本籍京都。內忠海司於1928年來臺擔任臺灣總督府官員，擔任臺北州警務部長，1931年受台灣總督府派任，接替增田秀吉，擔任台北市尹。1932年擔任新竹州知事，1935年擔任高雄州知事，1939年離開公職回日本內地。

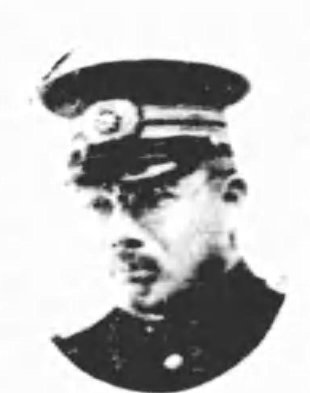
内海忠司

| 前任： 增田秀吉 | 台北市尹 1931年上任 | 繼任： 西澤義徵 |

| 前任： 豬股松之助 | 新竹州知事 1932年3月15日─1935年9月2日 | 繼任： 增田秀吉 |

| 前任： 西澤義徵 | 高雄州知事 1935年9月2日─1939年1月28日 | 繼任： 赤堀鐵吉 |